# Горно Уйно
Горно Уйно е село в Западна България - община Кюстендил, област Кюстендил.

## География
Село Горно Уйно се намира в планински район, в Кюстендилското Краище, по поречието на река Уйненщица, по протежението на долината Джетово, на границата между Ушинска планина и Земенска планина, на 29 км северозападно от гр. Кюстендил.
Селото е разпръснат тип, образувано от махали: Дръндева, Брестов дол, Здравкова, Крецул (Горни и Долни), Селото, Джалева, Олтоманци, Момчилова, Дудева, Панагонова, Амиджина, Цръвиличка, Антонова, Костова, Присойчани.
В миналото селото е имало общо 33 махали. С правителствени разпореждания 19 махали са преселени през 1938 г. в Новопазарско, а през 1950 г. – в Пловдивско, Врачанско и Плевенско.
Климат: умерен, преходно-континентален.
През годините селото принадлежи към следните административно-териториални единици: община Горно Уйно (1883-1934), община Долно Уйно (1934-1958), община Драговищица (1958-1961), община Долно Уйно (1961-1978), община Драговищица (1978 – 1987), община Кюстендил (от 1987 г.). 

## Население
| Година    | 1880 | 1900 | 1920 | 1926 | 1934 | 1946 | 1956 | 1965 | 1975 | 1985 | 1992 | 2001 | 2010 |
| Население | 1040 | 1317 | 1379 | 1295 | 916  | 314  | 172  | 136  | 120  | 94   | 76   | 35   | 17   |

## История
Няма запазени писмени данни за времето на възникване на селото. Останките от антично и късноантично селище и некропол свидетелстват, че районът е населяван от дълбока древност.
Село Горно Уйно е старо средновековно селище, посочено в турски данъчен регистър от 1570-1572 г. под същото име като тимар към нахия Горно Краище на Кюстендилския санджак с 49 домакинства, 33 ергени, 4 бащини и 2 вдовици. В списъка на джелепкешаните от 1576-1577 г. е записано селище Горна Уйна към кааза Ълъджа (Кюстендил) с 2 данъкоплатци. Съществуването на селището и през XVII век е засвидетелствано в турски документ от 1626-1627 г. за събиране на данъка джизие от войнуците, където фигурира с името Горне Удине. През 1866 г. в турски регистри е отразено под името Горна Цино със 102 домакинства и 684 жители.
Горно Уйно е гранично село от 1919 г., когато според Ньойския мирен договор Босилеград и селата от околията му са придадени към Кралство на сърби, хървати и словенци. Западната граница на селото с дължина 12 км съвпада с българо-сръбската граница. Това е изолирало селото, защото е прекъснало стария път от Кюстендил към Враня и Ниш.
В края на XIX век селото има 21 818 декара землище, от които 11 680 дка гори, 8548 дка ниви, 325 дка естествени ливади, 1031 дка пасища и мери и 234 дка овощни градини и се отглеждат 2561 овце, 754 кози, 378 говеда и 158 коня. Основен поминък на селяните са земеделието и животновъдството. Част от населението са сезонни работници. Развити са домашните занаяти – има 15 воденици, 1 керемидарница, 2 кръчми, 5 бакалии.
През 1866 г. е построена църквата „Свети Георги“.
През 1858 г. е открито училище, което първоначално се помещава в частна къща, а от 1882 г. – в църковна сграда. През 1883 г. е построена нова училищна сграда, която се достроява през 1926 г.
При избухването на Балканската война в 1912 година 1 човек от Горно Уйно е доброволец в Македоно-одринското опълчение.
През 1924 г. е основано читалище „Златна долина“, а през 1941 г. – Кредитна кооперация „Свети Георги“. След въвеждане на банковия монопол върху кредитната дейност (1947), кооперацията се трансформира в потребителска под името „Златна долина“; през 1949 г. става Селкооп, през 1953 г. е присъединена към Селкооп „Съгласие“ – с. Долно Уйно, през 1960 г. – към Селкооп – Драговищица, а по-късно – към Наркооп – Кюстендил.
През 1957 г. е учредено ТКЗС „Граничар“, което от 1979 г. е в състава на АПК „Драговищица“ – с. Драговищица.
Селото е електрифицирано (1957) и водоснабдено (1978). Главните улици са асфалтирани (1979). Построени са нов културен дом (1979) селкооп и други стопански постройки. В селото е създаден рибарник на Държавно лесничейство – Кюстендил.

## Религии
Село Горно Уйно принадлежи в църковно-административно отношение към Софийска епархия, архиерейско наместничество Кюстендил. Населението изповядва източното православие.

## Обществени институции
- Кметско наместничество.

## Исторически, културни и природни забележителности
- Възрожденска църква „Свети Георги“ с дължина 13 м и ширина 8 м - майстор Аначко Порожанов. Дарители са Аначко Божилов, Андон Кръстев, Манол Велинов, Велин Атанасов и др. Осветена е от митрополит Партений. Църквата се намира в село Горно Уйно, в една котловина, обградена от хълмиста местност. Възпоменателна кръгла плоча, взидана на задната стена, е с надпис: „21 000 гроша шо са ошле пари за църквата". Там е отбелязана и датата на построяването на църквата - 1866 г. Иконите на иконостаса са направени през 1867 г. от неизвестен живописец. Стенописите датират от 1892 г. и са дело на Евстатий Попдимитров от село Осой, сега в Северна Македония.
- Оброк „Свети Атанас Летни“. Намира се на около 500 м югозападно от църквата в местността Свети Атанас. На мястото има следи от стара църква.
- Оброк „Мала Богородица“. Намира се на около 2,5 км югозападно от църквата, в местността Манастира, в дола Дождевица под връх Плазая. На мястото има следи от стара църква.
- Оброк „Свети Илия“. Намира се на около 1,7 км югоизточно от църквата, в местността Кръстатото дърво.

## Личности
- Мано Велинов – първия кмет на Горноуйненската селска община след Освобождението (1883).
- Владимир Бонев (1917-1990) – народен представител (1958-1981), председател на Народното събрание (1972-1981);
- Илия Тасев (р. 12.07.1925) – философ, професор, д-р на философските науки;
- Благовест Тодоров Порожанов (7 април 1939 – 24 юли 2007) – народен певец, роден в селото.